# Wiesław Woda
Wiesław Woda (17. srpna 1946, Paleśnica, Polsko – 10. dubna 2010, Pečersk, Rusko) byl polský politik.

## Životopis
Vystudoval Zemědělskou univerzitu v Krakově. V letech 1973 až 1975 byl školním inspektorem, v letech 1975 až 1987 byl předsedou vojvodského Rolnického spolku (Kółka rolnicze) v Krakově. V letech 1976 až 1988 zasedal v Národní radě Krakova, v letech 1987 až 1990 byl krakovským místostarostou, poté více než rok krakovským vicevojvodou. V letech 1994 až 1997 byl vojvodou Tarnowského vojvodství. Poslanecký mandát poprvé nabyl v roce 1989 za Sjednocenou lidovou stranu. V letech 1991 až 1993 byl členem Státního tribunálu. Od roku 1997 do své smrti byl poslancem Sejmu.
Zemřel při leteckém neštěstí u ruského Smolensku 10. dubna 2010. Posmrtně obdržel Komandérský kříž Řádu Polonia Restituta (Krzyż Komandorski Orderu Odrodzenia Polski).